# Gonnosnò
Gonnosnò (sardisch: Gonnonnò) ist eine italienische Gemeinde (comune) in der Provinz Oristano mit 676 Einwohnern (Stand 31. Dezember 2023) im Westen Sardiniens. Die Gemeinde liegt etwa 28,5 Kilometer südöstlich von Oristano.
Das Brunnenheiligtum von San Salvatore liegt auf dem Hügel Mitza Santu Sabadoi, südlich des Weilers Figu, bei Gonnosnò.